# Солнечный телескоп Макмата — Пирса
Со́лнечный телеско́п Макма́та — Пи́рса — 1,6 м f/54 солнечный телескоп-рефлектор Национальной обсерватории Китт-Пик в Аризоне, США. Построенное в 1962 году здание было спроектировано американским архитектором Майроном Голдсмитом и бангладешско-пакистанским инженером-строителем Фазлуром Рахманом Кханом. Это самый большой солнечный телескоп и самый большой телескоп с полностью открытой апертурой в мире. Он назван в честь астрономов Роберта Рейнолдса Макмата и Кита Пирса.
Первоначально он назывался Солнечным телескопом Макмата, в 1992 году был переименован в Солнечный телескоп Макмата — Пирса. Хотя он предназначен для наблюдения за Солнцем, его также можно использовать для просмотра ярких объектов ночью.
В 2018 году телескоп получил грант в размере 4,5 млн долларов США на расширение центра для посетителей и другие программы, а также на общее возрождение национального символа.

## Конструкция

Результаты применения адаптивной оптики

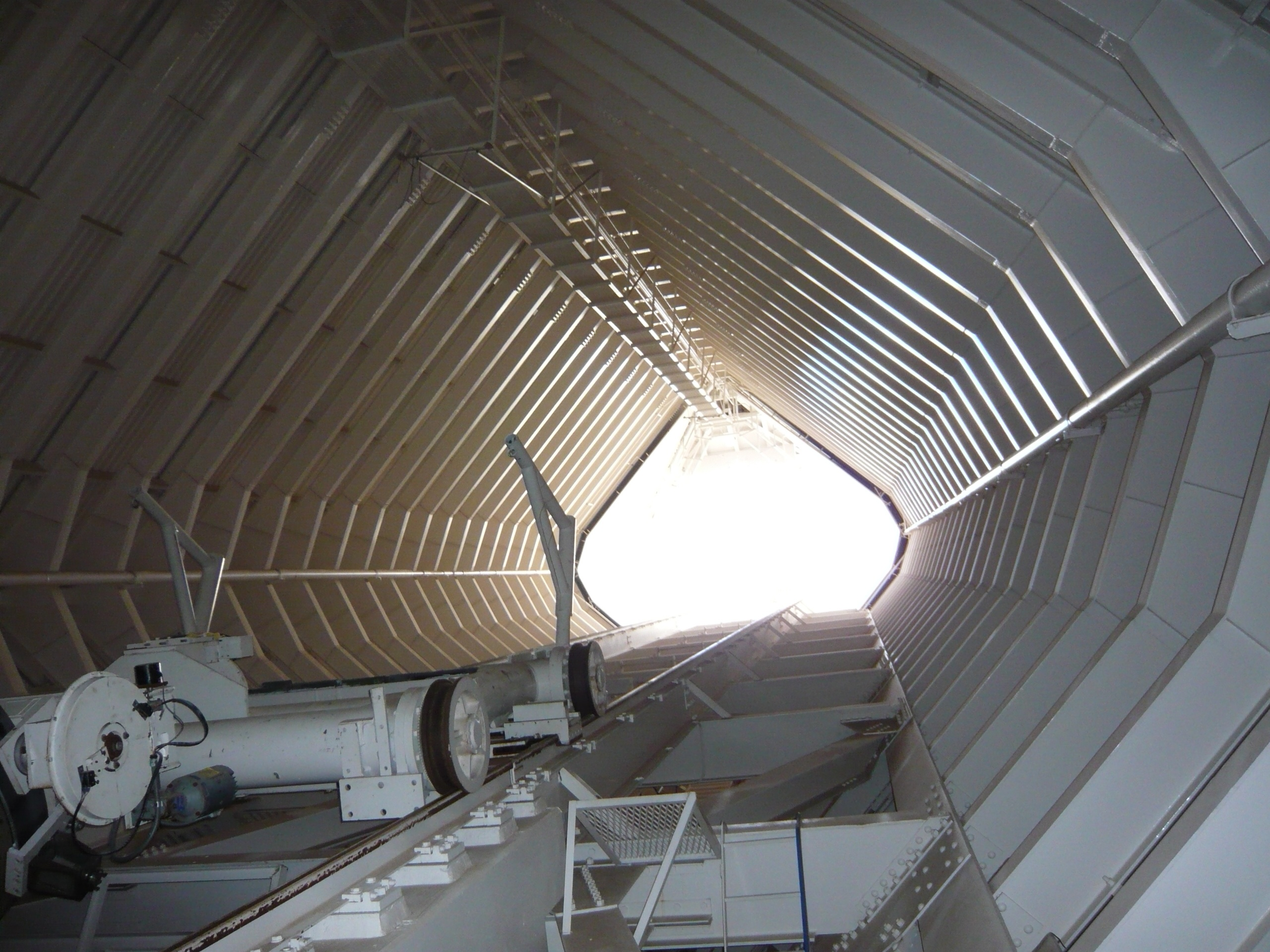
Внутренняя часть наклонной шахты

Телескоп — тройной инструмент. В дополнение к главному зеркалу диаметром 1,61 м, питаемому от гелиостата 2,03 м, есть пара телескопов, питаемых гелиостатами 0,81 м, установленными рядом с главным гелиостатом. Эти два прибора имеют главные зеркала размером 1,07 м и 0,91 м.
Телескоп использует гелиостат наверху своей главной башни, который направляет солнечный свет по длинной шахте к основным зеркалам. Особая диагональная шахта продолжается под землёй, где находится главное зеркало телескопа. Теоретическое разрешение основного телескопа составляет 0,07 угловой секунды, хотя это никогда не достигается, поскольку атмосферные искажения сильно ухудшают качество изображения. Масштаб изображения составляет 2,50 угл. с/мм в плоскости изображения. С 2002 года сотрудники Национальной солнечной обсерватории разработали адаптивную оптическую систему, предназначенную для уникальных потребностей солнечных обсерваторий, которая значительно улучшает разрешение научных изображений.
Вторичные телескопы называются Восточным и Западным. Они полностью независимы от основного телескопа. Эти два вспомогательных телескопа имеют гелиостат диаметром 0,91 метра, расположенный рядом с основным гелиостатом. Эти вспомогательные телескопы имеют немного меньшее фокусное расстояние и f-числа 50 и 44. Разрешающая способность вспомогательных телескопов составляет 5,11 угл. с/мм и 5,75 угл. с/мм.
Корпус телескопа был разработан и спроектирован чикагским офисом Скидмор, Оуингс и Меррилл.
На церемонии открытия в 1962 году доктор Уотерман зачитал письмо президента Кеннеди, начинающееся словами:
Новый большой солнечный телескоп в Национальной обсерватории Китт-Пик в Аризоне является источником гордости нации. Это крупнейший в мире инструмент для исследования Солнца. Он представляет американским астрономам уникальный инструмент для исследования ближайшей из звёзд — нашего Солнца. Этот проект представляет исключительный интерес для всех наших граждан...Джон Кеннеди

## Инструменты

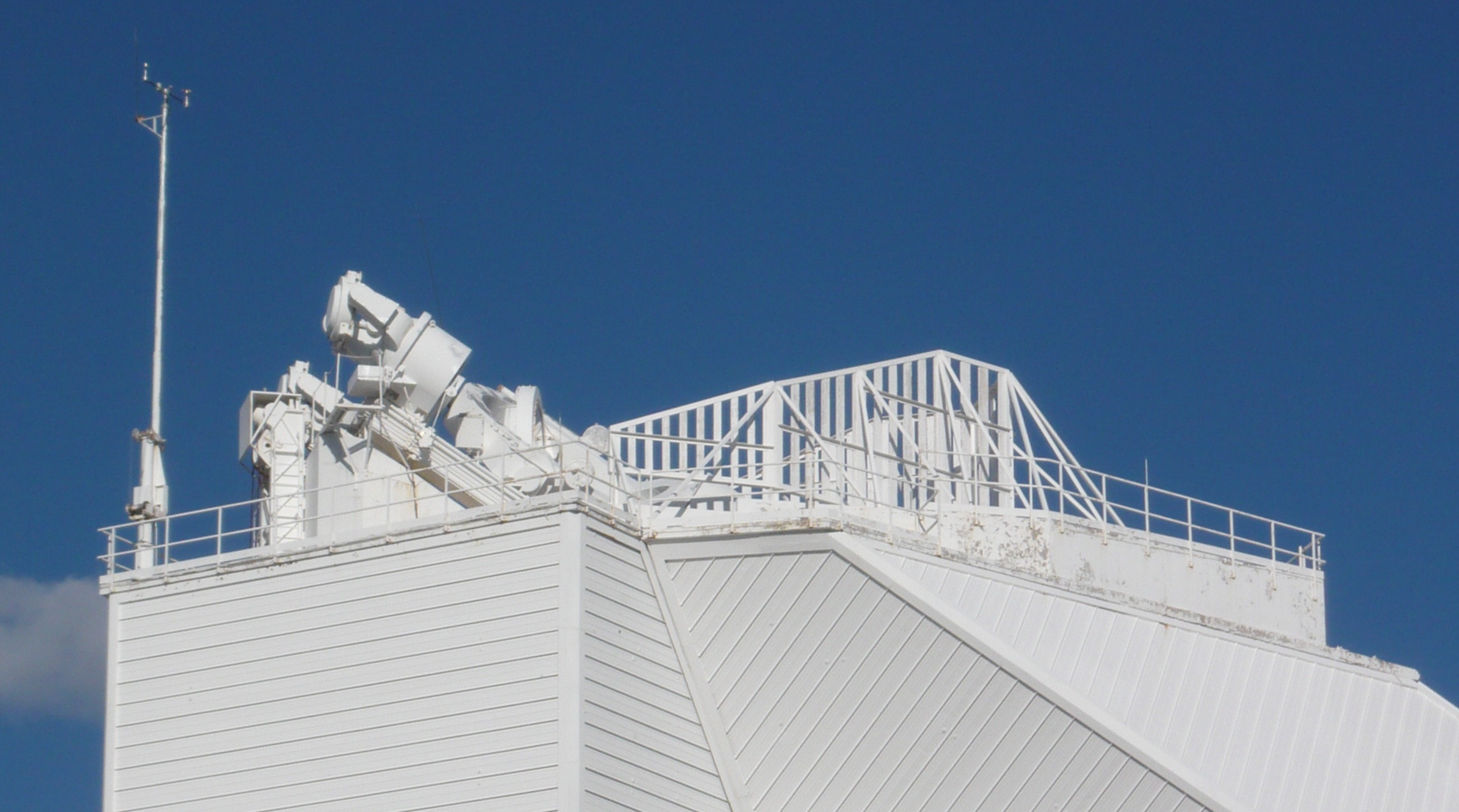
Вершина башни.

Третье зеркало основного телескопа, которое направляет свет в наблюдательную комнату, имеет три разных положения. Под двумя из них находится вакуумный спектрограф, один глубиной 18 метров, а другой — 4 метра с более низким разрешением, но более высокой светопропускной способностью. Эти два спектрографа могут вращаться, чтобы компенсировать вращение изображения, вызванное использованием гелиостата. Третья позиция может быть оснащена только статическим оптическим столом без коррекции поворота изображения и поэтому используется редко.

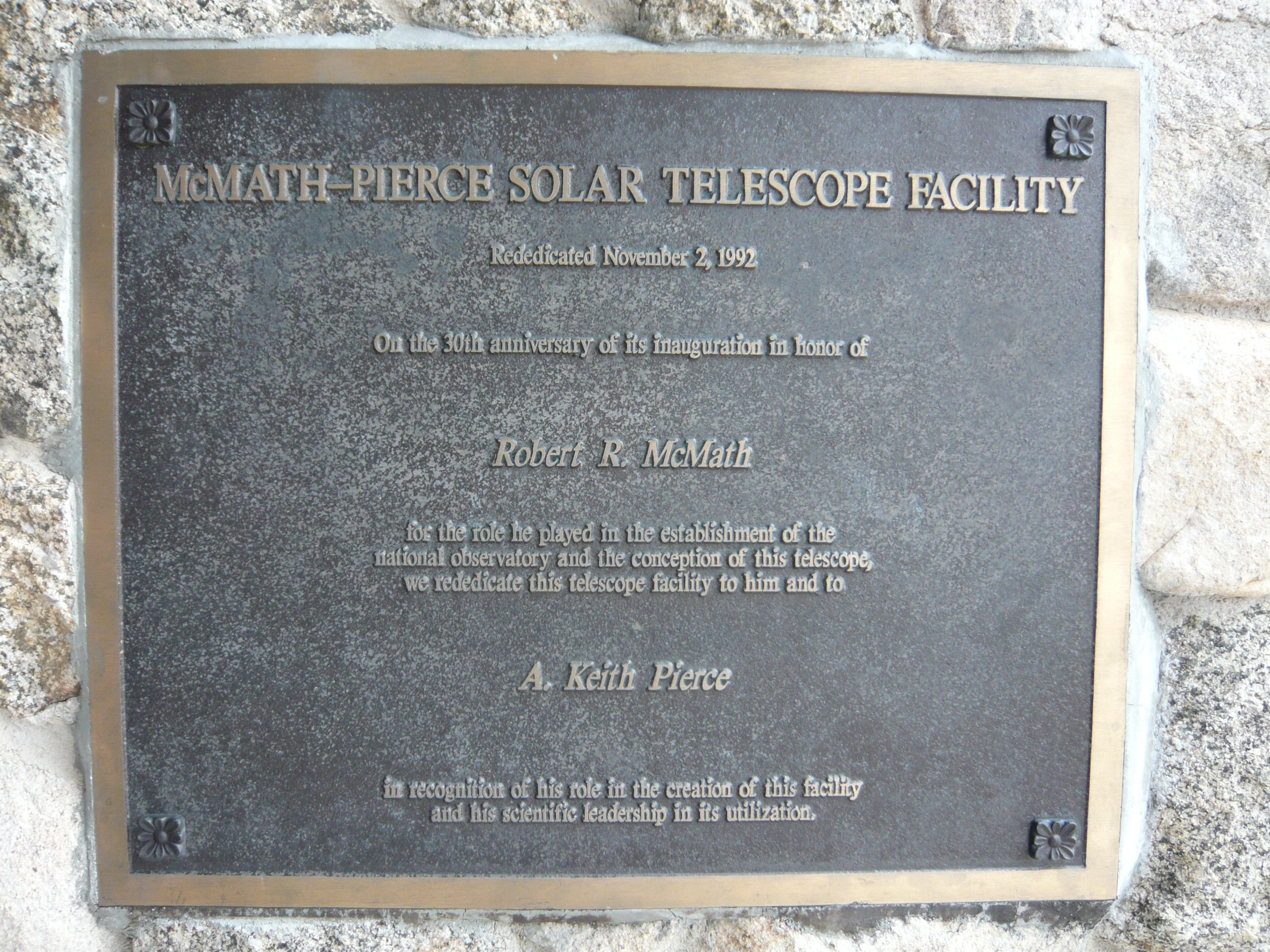
Уведомление о повторном посвящении телескопа в 1992 г.

Вспомогательные телескопы могут использоваться только для построения изображений на стационарных оптических столах и не обеспечивают коррекцию поворота изображения.

## Отчуждение и реинвестирование NSF
В 2016 году Национальный научный фонд (NSF) объявил, что он откажется от солнечной обсерватории Макмат — Пирс. Оператор, известный как Национальная солнечная обсерватория, начал принимать предложения от новых потенциальных операторов. Менеджер центра для посетителей Китт-Пик впервые представил на рассмотрение NSF концепцию модернизации в июле 2017 года. Эта концепция в конечном итоге была преобразована в предложение о финансировании в NSF, которое было снова подано в мае 2018 года. Это предложение было предоставлено в сентябре 2018 года NSF Ассоциации университетов для исследований в области астрономии, организации, которая управляет Национальной обсерваторией Китт-Пик от имени NSF.